# Hassan Brijany
Hassan Brijany (født 12. april 1961, død 23. juli 2020) var en iransk-svensk skuespiller.
Brijany voksede op i det nordlige Iran. Han fik sin skuespilleruddannelse i Teheran, men blev tvunget til at forlade landet i midten af 1980'erne på grund af den iranske revolution og den efterfølgende krig mod Irak. Han emigrerede til Sverige og allerede efter et par måneder i landet fik han et job som tolk for migrationsarbejde. I slutningen af 1980'erne genoptog Brijany sit skuespil og debuterede på et lokalt teater i Göteborg.
Udover teateret nåede Hassan Brijany også at medvirke i tv-serier som Tre kronor (tv-serie), LasseMajas detektivbyrå, Labyrint og Kontoret. I 2008 vandt han en Guldbagge for bedste mandlige birolle i spillefilmen Et øje rødt (2007), der er instrueret af Daniel Wallentin.

## Død
Hassan Brijany døde den 23. juli 2020 som følge af COVID-19. Han blev 59 år gammel.

## Udvalgt filmografi
- Tre kronor (tv-serie, 1995)
- Babas biler (2006)
- Exit (2006)
- LasseMajas detektivbyrå (tv-serie, 2006)
- Et øje rødt (2007)
- Beck (tv-serie, 2007)
- Labyrint (tv-serie, 2007)
- LasseMajas detektivbureau - Kamæleonens hævn (2008)
- Ulykken (2009)
- The Spaceship (kortfilm, 2010)
- Saltön (tv-serie, 2010)
- Kontoret (tv-serie, 2012-2013)
- Lilyhammer (tv-serie, 2014)
- LasseMajas Detektivbureau: Stella Nostra (2015)